# Stygobromus heteropodus
Stygobromus heteropodus is een vlokreeftensoort uit de familie van de Crangonyctidae. De wetenschappelijke naam van de soort is voor het eerst geldig gepubliceerd in 1943 door Hubricht.